# طريق 55 (الأردن)
طريق 55 المعروف باسم طريق إربد - عجلون وهو طريق سريع بين الشمال والجنوب في منطقة شمال الأردن. وهي تربط مدينتي إربد وعجلون.